# (3952) Russellmark
(3952) Russellmark es un asteroide perteneciente al cinturón de asteroides, descubierto el 14 de marzo de 1986 por el equipo del Observatorio Astronómico Nacional de Rozhen desde el Observatorio Astronómico Nacional de Bulgaria, Smolyan, Bulgaria.

## Designación y nombre
Designado provisionalmente como 1986 EM2. Fue nombrado Russellmark en honor a la compañía americana "Russell Mark Group" de Albany (California), que ayudó al Centro de Planetas Menores a publicar las citas acerca de los nombres de los asteroides.